# Bento Pereira do Carmo

Bento Pereira do Carmo (São Pedro, Alenquer, 29 de março de 1778 — Alenquer, 16 de fevereiro de 1845), grande proprietário, jurista, magistrado e político liberal português. Foi o último Ministro do Reino e Ministro Assistente ao Despacho (equivalente ao actual cargo de Primeiro-Ministro) do governo liberal na última fase da guerra civil e início da governação liberal em Lisboa, exercendo esse cargo aquando do falecimento de D. Pedro IV. Foi deputado em 1821 e 1822, 1826 e 1834 e presidente do Tribunal da Relação de Lisboa em 1833. Foi membro da Junta Preparatória das Cortes em 1820 e 1821 e Ministro do Reino, de 23 de abril a 24 de setembro de 1834. Atingiu o grau de venerável na Maçonaria.

## Biografia
Bento Pereira do Carmo nasceu na vila de Alenquer, a 29 de março de 1778, segundo se julga, filho de Feliciano Pereira, moleiro, e de Maria da Conceição, gente humilde, mas com aspirações pouco comuns à época, já que o pai ambicionava ver o filho doutor, dispondo-se para tal aos maiores sacrifícios.
Depois de um percurso de que pouco se conhece, Bento Pereira do Carmo formou-se em Leis pela Universidade de Coimbra no ano de 1800, pondo banca de advogado na sua terra natal. Pouco tempo se demorou em Alenquer, pois ingressando na magistratura, foi nomeado em 15 de junho de 1806 juiz de fora da vila de Ançã.
Naquela vila casou com uma senhora abastada, mas já entrada em anos. Esta senhora consagrou muito afecto a seu esposo, chegando para lhe salvar a vida durante um tumulto popular a atirar com mãos cheias de dinheiro ao povo enfurecido.
Professando ideias liberais avançadas, o seu talento e nome honrado que tinha tanto em evidência o colocaram que, no pronunciamento de 15 de setembro de 1820, foi indicado, com mais cinco personalidades pelo Juiz do Povo de Lisboa, para fazer parte do Governo Interino nomeado em consequência desse movimento popular, e, mais tarde eleito deputado às Cortes pela província da Estremadura, lugar que ocupou até qà dissolução das Cortes pela tomada de poder por D. Miguel.
Partidário entusiasta de D. Pedro, Bento Pereira do Carmo sofreu todas as perseguições que aos liberais se moveram naquela época recebendo ordem da Intendência Geral de Polícia para se retirar da capital para o termo de Alenquer, como sendo pessoa notoriamente suspeita e perigosa à segurança do Estado. Algum tempo depois foi capturado encerrado na Torre de São Julião da Barra, acusado de ser filiado na Maçonaria.
Foi durante a sua permanência naquela Torre que o seu amigo e companheiro no cárcere Félix Garrido fez o retrato a aguarela, datado de 2 de maio de 1830, única representação que se lhe conhece.
Derrotado o infante D. Miguel, e sendo de todo estabelecido o governo Constitucional, foi nomeado primeiro Presidente do Tribunal da Relação de Lisboa, em 30 de julho de 1833.
A 23 de abril de 1834 foi nomeado Ministro do Reino, cargo que exerceu até 24 de setembro do mesmo ano.
Tendo perdido sua esposa, contraiu segundas núpcias, com uma senhora de quem teve diversos filhos. Retirando-se à vida privada, morreu na propriedade que possuía em Alenquer, a que ele deu o nome de quinta de Sans Souci (sem cuidados).
Deixou vários manuscritos sobre a história da sua terra natal e acompanhou os últimos dias de vida de D. Pedro IV, tendo escrito, a 17 de setembro de 1834, o testamento que lhe foi ditado pelo imperador moribundo. Este testamento, por ele redigido, é considerado uma peça literária digna de louvor.